# Depósito da fé
O depósito da fé (em latim: depositum fidei ou fidei depositum) é o corpo de verdade revelada nas escrituras e na tradição sagrada proposta pela Igreja Católica Romana para a crença de seus membros. A frase tem um uso semelhante na Igreja Episcopal dos EUA.

## Uso católico
O "depósito sagrado" da fé ( depositum fidei ) refere-se aos ensinamentos da Igreja Católica que se acredita terem sido transmitidos desde o tempo dos Apóstolos – ou seja, as escrituras e atradição sagrada. São Paulo usa a palavra grega paratheke ("depósito") em 1 Timóteo 6,20 : "Ó Timóteo, guarda o que te foi confiado"; e novamente em 2 Timóteo 1,14 "Guarda esta rica herança com a ajuda do Espírito Santo que habita em nós" (NAB).
O Papa João XXIII referiu-se ao “depósito da fé” (il deposito della Fede) no seu discurso de abertura do Concílio Vaticano II. Segundo a Dei Verbum, a Constituição dogmática do Concílio sobre a Revelação Divina, "A sagrada Tradição, portanto, e a Sagrada Escritura estão ìntimamente unidas e compenetradas entre si. [...] ambas da mesma fonte divina, fazem como que uma coisa só e tendem ao mesmo fim." 
Eles são interpretados e transmitidos através do magistério, a autoridade de ensino da Igreja Católica, que é confiada ao papa e aos bispos em comunhão com ele. Por ocasião da publicação do Catecismo da Igreja Católica, o Papa João Paulo II emitiu a constituição apostólica Fidei depositum, na qual afirmou: "Guardar o Depósito da Fé é missão que o Senhor confiou à sua Igreja e que ela cumpre em todos os tempos". 
Segundo a teologia católica, a revelação divina terminou com a morte do último apóstolo, João. O desenvolvimento da doutrina não acrescenta nada a esta revelação, nem aumenta o depósito da fé, mas aumenta a compreensão dela. O Catecismo da Igreja Católica afirma: "No entanto, apesar de a Revelação já estar completa, ainda não está plenamente explicitada. E está reservado à fé cristã apreender gradualmente todo o seu alcance, no decorrer dos séculos." 

## Igreja Episcopal nos EUA
Na Igreja Episcopal, o “depósito da fé” refere-se à “revelação salvadora de Cristo que foi dada à igreja, especialmente como é conhecida através do testemunho e da tradição bíblica”. 